# امبالاپیتیا
امبالاپیتیا (به لاتین: Ambalapitiya) یک منطقهٔ مسکونی در سری‌لانکا است که در استان مرکزی (سری‌لانکا) واقع شده‌است.